# Ochlandra
Ochlandra là một chi thực vật có hoa trong họ Hòa thảo (Poaceae).

## Loài
Chi Ochlandra gồm các loài: